# Sid Meier's Gettysburg!
Sid Meier's Gettysburg! è un videogioco di strategia a turni (con paesaggio, unità e strutture 2D), ambientato in America durante la guerra di secessione USA tra Nord e Sud nella battaglia di Gettysburg, in cui si deve controllare un esercito; sviluppato da Firaxis Games e distribuito nell'anno 1997.
Questo titolo ha avuto un'espansione su un'altra importante battaglia di quella guerra Sid Meier's Antietam! distribuita nell'anno 1999 e fatta dalla stessa casa di sviluppo.
Il videogioco e l'espansione sono stati poi presentati insieme in una versione "speciale" intitolata Sid Meier's Civil War Collection in cui c'è come aggiunta la campagna South Mountain.

## Modalità di gioco
La campagna ha scenari in serie (varie missioni con differenti obiettivi) per il gioco in singolo (con alcuni livelli di difficoltà), relativi ai due gruppi di stati: Unionisti-Nordisti oppure Confederati-Sudisti; inoltre sono presenti delle mappe utilizzabili soltanto per il gioco in gruppo su Internet (con modem) ed anche delle lezioni per imparare le nozioni di base del gioco ("tutorial").
Con l'espansione c'è un'altra campagna (in alcuni scenari e con alcune altre mappe) e sono fornite "estensioni" per il gioco; in seguito con la versione "completa" si ha un'ulteriore campagna (in 8 scenari e con anche 2 nuove mappe) e poi sono stati messi a disposizione materiali aggiuntivi di vario tipo.

## Accoglienza
| Testata                      | Giudizio |
| ---------------------------- | -------- |
| Metacritic (media al)        | 92/100   |
| AllGame                      | 4,5/5    |
| Computer Games Strategy Plus | 4,5/5    |
| Computer Gaming World        | 4.5/5    |
| GameSpot                     | 9,3/10   |
| Next Generation              | 5/5      |
| PC Gamer                     | 91%      |
| PC Zone                      | 90%      |

Gettysburg! è stato un successo commerciale, avendo venduto più di 200 000 all'agosto 1999. Allora, Jeff Briggs di Firaxis commentò che il gioco "è andato secondo noi molto bene". Dalla critica ha ricevuto "acclamazioni universali" secondo il sito web di aggregazione di recensioni Metacritic.
Gettysburg! è stato finalista per il premio "Gioco di strategia dell'anno" del 1997 dell'Academy of Interactive Arts & Sciences, che alla fine è stato assegnato a StarCraft e Age of Empires. Allo stesso modo, la Computer Game Developers Conference ha nominato Gettysburg! per lo Spotlight Award nella categoria "Miglior gioco di guerra/strategia", ma ha assegnato il premio a Myth: The Fallen Lords. Tuttavia, è stato nominato il miglior wargame per computer del 1997 da Computer Gaming World, Computer Games Strategy Plus e GameSpot.  I giornalisti di Computer Gaming World hanno dichiarato che "questo è un gioco che davvero funzionerà finché Johnny non tornerà a casa marciando".
Next Generation ha dichiarato che "Gettysburg è un'eccellente prima offerta di Firaxis. Non solo mette in ombra i precedenti sim storici, ma batte anche la maggior parte dei giochi di strategia in tempo reale disponibili oggi". Ha inoltre citato la sua interfaccia di controllo semplice e intuitiva come chiave per distinguerlo dai giochi spesso troppo complicati del suo genere, dicendo che consente ai giocatori di concentrarsi più facilmente sui punti più fini della strategia e della pianificazione.
Nel 1998, Gettysburg ha vinto l'Origins Award per il miglior gioco di strategia per computer del 1997.